# 이예린
이예린(1974년 4월 19일 ~ )은 대한민국의 가수이다. 대표곡으로 '포플러 나무 아래', '늘 지금처럼' 등이 있다.

## 학력
- 반포고등학교 졸업
- 명지대학교 실용음악과 학사

## 방송
- 1995년 MBC 《도전 추리특급》
- 1995년 KBS2 《퀴즈탐험 신비의 세계》
- 1995년 KBS2 《생방송 게임천국》
- 1996년 KBS1 《체험 삶의 현장》
- 1996년 MBC 《스타가 되기까지》
- 1996년 엠넷 《여기는 가요발전소》
- 1996년 SBS 《우리는 여고동창》
- 1996년 MBC 《1318 힘을 내》
- 1996년 MBC 《우정의 무대》
- 1997년 SBS 《굿 나이트쇼》
- 1997년 KBS2 《서세원의 화요스페셜》
- KBS2 《가족오락관》 ... 1998.07.22. 2003.08.23. 2008.01.26. 2009.01.10.
- 1997년 엠넷 《생방송 뮤직 핫라인》
- 1997년 KBS2 《꿈의 스튜디오》
- 1997년 SBS 《이주일의 코미디쇼》
- 2002년 KBS2 《TV는 사랑을 싣고》
- 2011년 SBS 《강심장》
- 2011년 MBC 《세바퀴》
- 2013년 SBS 《도전 1000곡》
- 2016년 JTBC 《투유 프로젝트 - 슈가맨》
- 2018년 MBN 《활기찬 주말 해피라이프》
- 2018년 JTBC 《진짜 의사가 돌아왔다》
- 2021년 MBC 《황금어장 라디오스타》
- 2021년 KBS2 《굿모닝 대한민국 라이브》
- 2021년 iNET TV 《성인가요콘서트》

## 데뷔
- 1994년 1집 앨범 [포플러 나무 아래]

## 음반 목록

### 정규 음반
- <1994.06.00> - 1st Album《LEE YE RIN》
- <1996.02.00> - 2nd Album《Impression》
- <1997.03.00> - 3rd Album《if》
- <1998.03.00> - 4th Album《Stay》
- <2003.06.26> - 5th Album《refined》

### 비정규 음반
- <1998.11.00> - Best Album《lee ye rin best》

### 싱글 음반
- <2007.10.17> - 1st Single Come closer to me
- <2011.04.22> - Digital Single `야래향`
- <2013.03.09> - Digital Single LEE YE RIN (Special Electro Remix)